# Фруктоїд смугастогрудий
Фруктоїд смугастогрудий (Melanocharis striativentris) — вид горобцеподібних птахів родини фруктоїдових (Melanocharitidae).

## Поширення
Ендемік Нової Гвінеї. Поширений вздовж Центрального хребта від крайньої заходної частини острова до його південно-східного краю, включаючи півострів Гуон. Живе у гірських дощових лісах на висоті 1150—2300 м над рівнем моря.

## Опис
Дрібний птах завдовжки 12-14 см. Самиці більші за самців. Тіло з міцною тулубом, подовженою головою, тонким дзьобом середнього розміру, міцними ногами досить довгим квадратним хвостом.
Голова, спина, горло, крила і хвіст оливково-коричневі. Груди і черево мають зеленувато-жовтий колір. На них кожне пір'я з коричневими кінчиками, що надають строкатий ефект.

## Спосіб життя
Мешкає у гірських дощових лісах з густим підліском. Трапляється поодинці або парами. Активний вдень. Живиться фруктами, ягодами та комахами. Про репродуктивні звички цих птахів відомо дуже мало, хоча вважається, що вони суттєво не відрізняються від фруктоїдових. Гнізда спостерігалися в грудні, що говорить про те, що сезон розмноження пов'язаний з посушливим сезоном.